# Binbrook
Binbrook es una parroquia civil situada en el distrito de East Lindsey, en Lincolnshire, Inglaterra (Reino Unido). Según el censo de 2021, tiene una población de 920 habitantes.